# Denel AH-2 Rooivalk
O Denel AH-2 Rooivalk é um helicóptero de ataque da Força Aérea da África do Sul (SAAF, sigla de South African Air Force).

## História

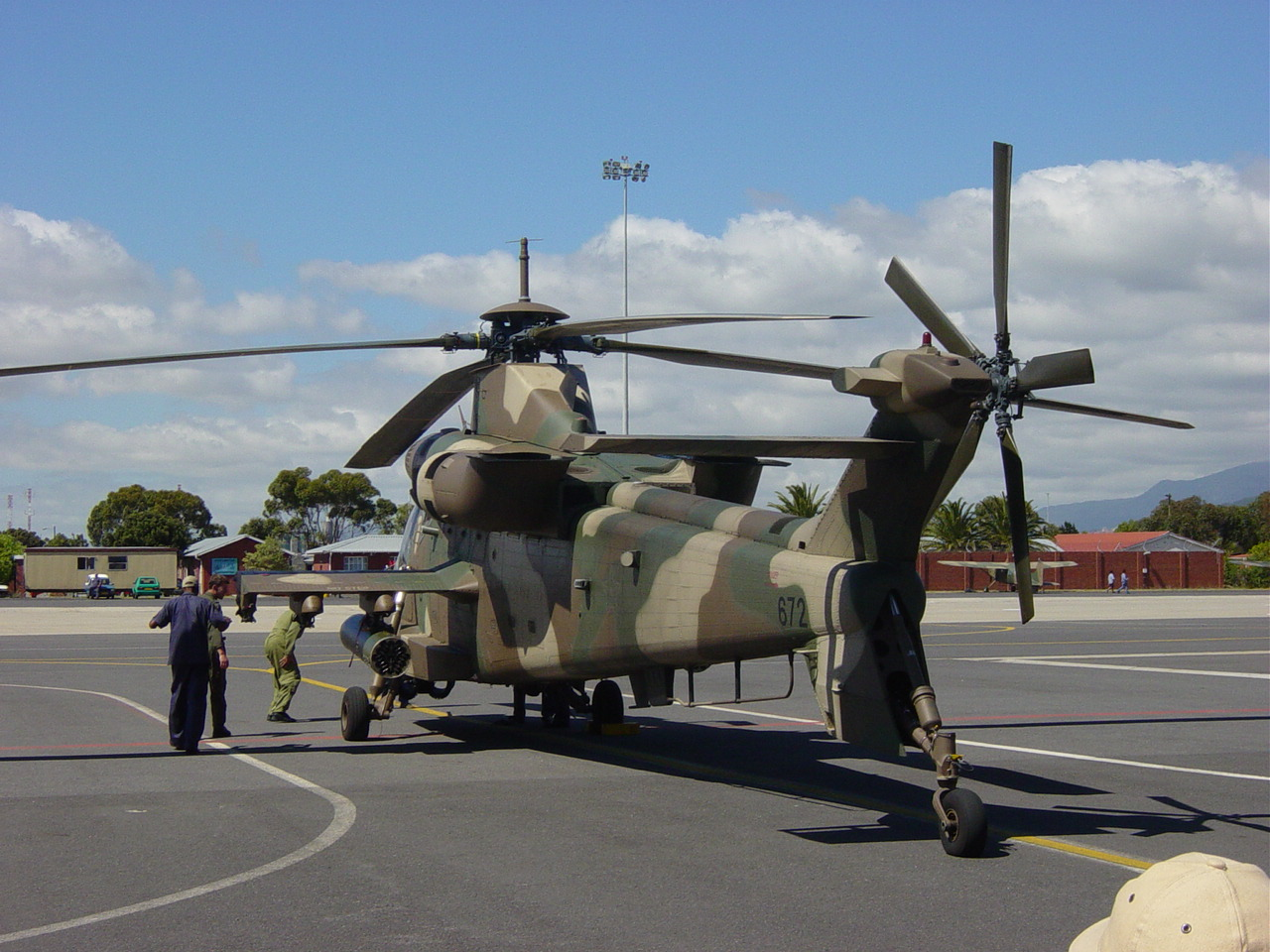

Desenvolvido a partir do motor Turbomeca Makila que equipa o Eurocopter AS332, o projeto foi concebido originalmente pela Atlas Aircraft Corporation (predecessora da Denel Aviation) para um programa de modernização da SAAF. O primeiro protótipo , chamado de Atlas XH-1 Alpha, voou em 1985 sendo uma versão desenvolvida do Aérospatiale Alouette III. O sucesso do XH-1 convenceu a SAAF a investir no desenvolvimento do projeto que culminou no AH-2 Rooivalk (que utilizou motor e alguns componentes dos Aérospatiale Puma e Eurocopter AS332 Super Puma), cujo primeiro voo ocorreu em 1990. Durante toda a década de 1990, o AH-2 recebeu aperfeiçoamentos  e após vários testes, foi introduzido no Esquadrão 16 da SAAF em 1999.

## Operadores
- África do Sul
  -  Força Aérea da África do Sul (SAAF)
    - Esquadrão 16 (SAAF)

## Aeronaves comparáveis
- AH-64 Apache
- CAIC WZ-10
- Kamov Ka-50 Black Shark
- Mil Mi-24 Hind
- Mil Mi-28 Havoc